# Joseph Jérôme Lefrançois de Lalande
Joseph Jérôme Lefrançois de Lalande (ortografiat și De La Lande, uneori Le François de la Lande, n. 11 iulie 1732, Bourg-en-Bresse, Auvergne-Rhône-Alpes, Franța – d. 4 aprilie 1807, Paris, Primul Imperiu Francez), a fost un astronom francez.

## Biografie

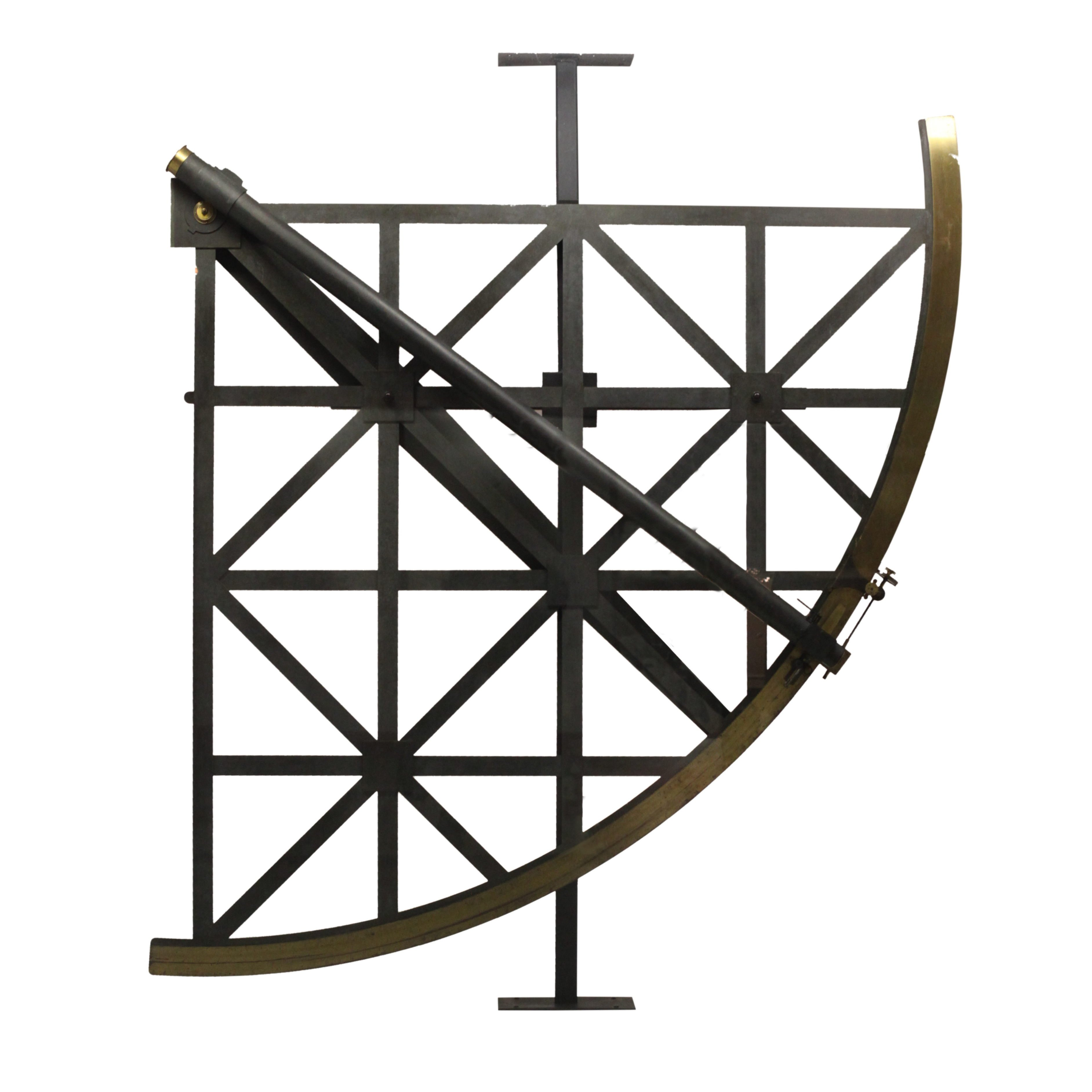
Sfert de cerc / Cvadrant folosit de Jérôme de Lalande pentru prima determinare precisă a distanței de la Pământ la Lună în 1751.

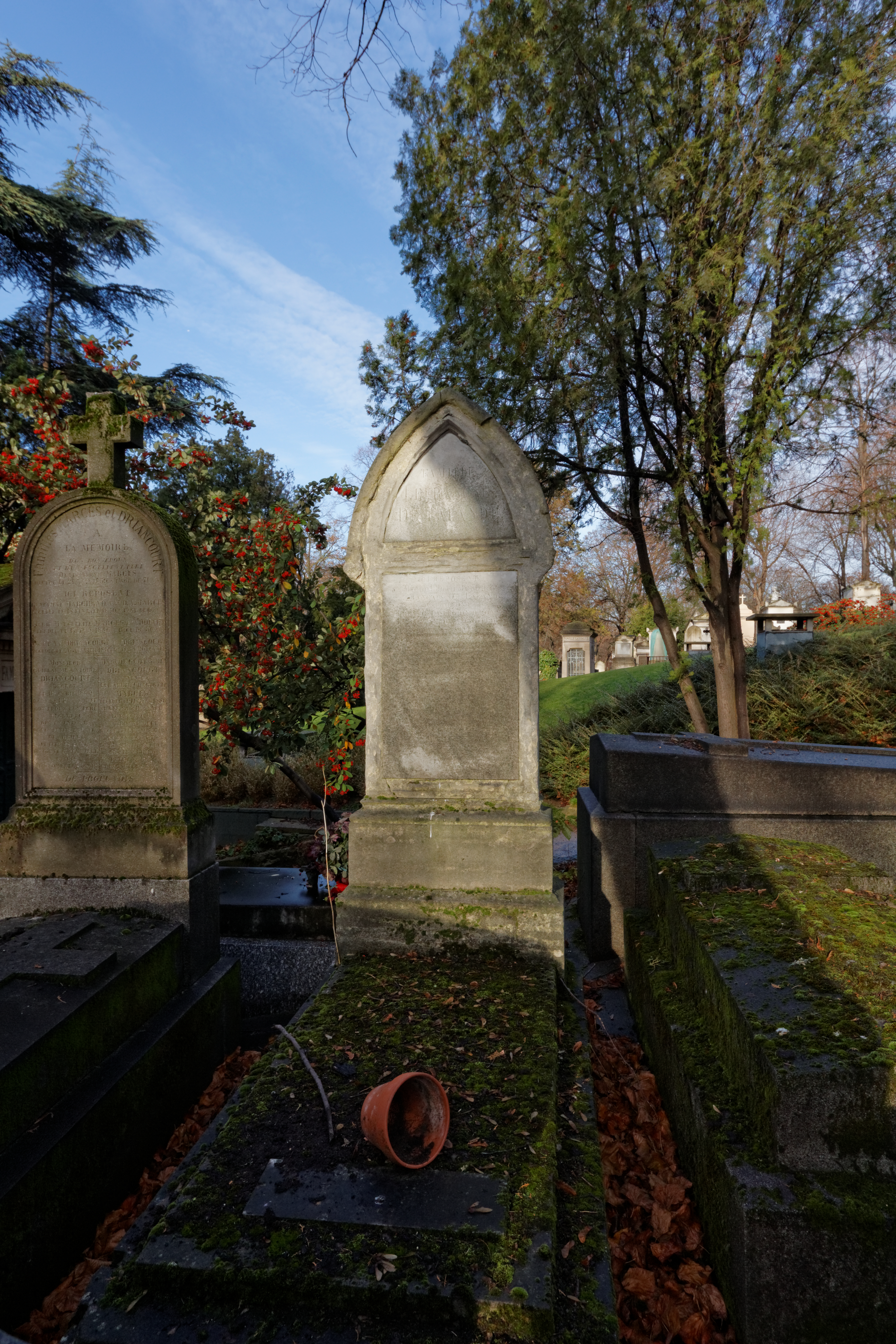
Mormântul lui Lalande în cimitirul Père-Lachaise din Paris.

Născut în Bourg-en-Bresse, la 11 iulie 1732, părinții săi l-au trimis la Paris pentru a studia dreptul. În capitală a locuit la Hôtel Cluny, unde Joseph-Nicolas Delisle (1688-1768) a instalat un observator astronomic. Lalande a descoperit astronomia și a devenit un elev zelos și favorit al lui Delisle, precum și al lui Pierre Charles Le Monnier (1715-1799).
După încheierea studiilor, a revenit la Bourg-en-Bresse pentru a-și exercita profesia de avocat. Le Monnier a obținut permisiunea de a-l trimite pe Lalande la Berlin pentru a observa paralaxa lunară; în același timp, abatele Nicolas Louis de Lacaille (1713-1762) făcea același lucru la Cap (ceea ce a permis determinarea  precisă a distanței de la Pământ la Lună). Succesul misiunii sale i-a permis accesul ca membru al Academiei Prusace de Științe, la vârsta 21 de ani.
A obținut un post de asistent la Paris și a fost ales membru al Academiei Franceze de Științe în 1753. A fondat o societate literară în orașul natal, în 1755, care a devenit mai târziu „Societatea de Emulație” în februarie 1783 și a fost ales membru al Academiei din Rouen la 4 martie 1761.
Consacrându-se studiului planetelor Sistemului Solar, a publicat în 1759 o ediție corectată a tabelelor lui Edmond Halley (1656-1742), căreia i-a adăugat o istorie a cometei Halley, observabilă în acel an. Alexis Clairaut a creat, din el și din Nicole-Reine Lepaute, o echipă pentru a face calculele – plictisitoare – ale datei reîntoarcerii cometei și ale elementelor orbitale ale acesteia.
În 1759, Academia Regală de Științe i-a încredințat redactarea efemeridelor astronomice,  Connaissance des temps (în română: „Cunoașterea timpului”). Din aceste tabele astronomice a făcut o lucrare așteptată și căutată completând notițele științifice, mereu cu noutăți, denumită „marea gazetă” (în franceză: „grosse gazette”) de către Pierre Charles Le Monnier. Publicația „Connaissances du temps” va deveni, sub influența sa, Connaissance des temps et des mouvements célestes à l'usage des astronomes et des navigateurs, titlu care va continua, cu ușoare variații, până în ...1970!
În 1762, Delisle a demisionat de la catedra sa de astronomie la Collège de France în favoarea lui Lalande care va ocupa această funcție 46 de ani. Casa sa a devenit o școală de astronomie, iar elevii săi vor atinge notorietatea: Jean-Baptiste Joseph Delambre (1749–1822), Giuseppe Piazzi (1746–1826), Pierre Méchain (1744–1804) și nepotul său, Michel Lefrançois de Lalande (1766–1839). A folosit un număr de amatori pentru calculul mai rapid al efemeridelor. S-a făcut foarte cunoscut prin lucrările sale privitoare la orbita lui Venus, în 1769, însă caracterul său dificil i-a provocat numeroase animozități.

În 1768, Lalande intră în loja masonică „Neuf Sœurs” a Marelui Orient al Franței. În același an, a fost numit director al Observatorului din Paris, funcție pe care a ocupat-o până la moartea sa.
În 1778, lăsând deoparte, pentru moment, stelele pentru hidrologie, Lalande redactează Des canaux de navigation, et spécialement du canal de Languedoc, o lucrare de ansamblu despre navigația interioară în toate timpurile și pe toate continentele, care și acum este de autoritate în domeniu, consacrând o treime din lucrare canalului din Sudul Franței cunoscut cu denumirea de Canal du Midi, deja prezentat drept o realizare exemplară. În 1795, a participat la crearea Biroului longitudinilor (în franceză: Bureau des longitudes), împreună cu abatele Grégoire.
A dat peste 250 de articole despre astronomie, măsuri și francmasonerie la Enciclopedia lui Diderot și D’Alembert.
Lalande a participat la crearea Calendarului republican.
Joseph Jérôme Lefrançois de Lalande a contribuit foarte mult la popularizarea astronomiei. Și-a publicat, din 1789 până în 1798, Histoire céleste française, în care descrie 50.000 de stele. Este și autorul unei cronici a științelor din epoca sa, în două volume: Bibliographie astronomique (1804), în care a inventariat pozițiile a 47.000 de stele.
A fondat, în 1802, un premiu care îi poartă numele, destinat recompensării lucrărilor de astronomie, Premiul Lalande.
Jérôme de Lalande este primul care a făcut referire la o stea, între altele, pe care a denumit-o VY CMa de magnitudine 7,  în catalogul său din 1801. Astăzi, VY Canis Majoris este celebră prin faptul că este cea mai mare stea observată vreodată (de magnitudine 7,9). În 1801, lucrând la Observatorul din Paris, a descoperit, în constelația Ursa Mare, o stea pitică roșie, care îi poartă numele: Lalande 21185.

## Principalele lucrări

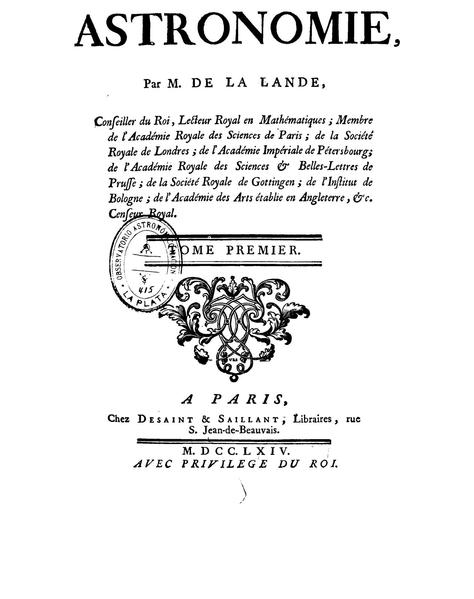
Pagina de titlu a lucrării Astronomie, din 1764 (vol. I)

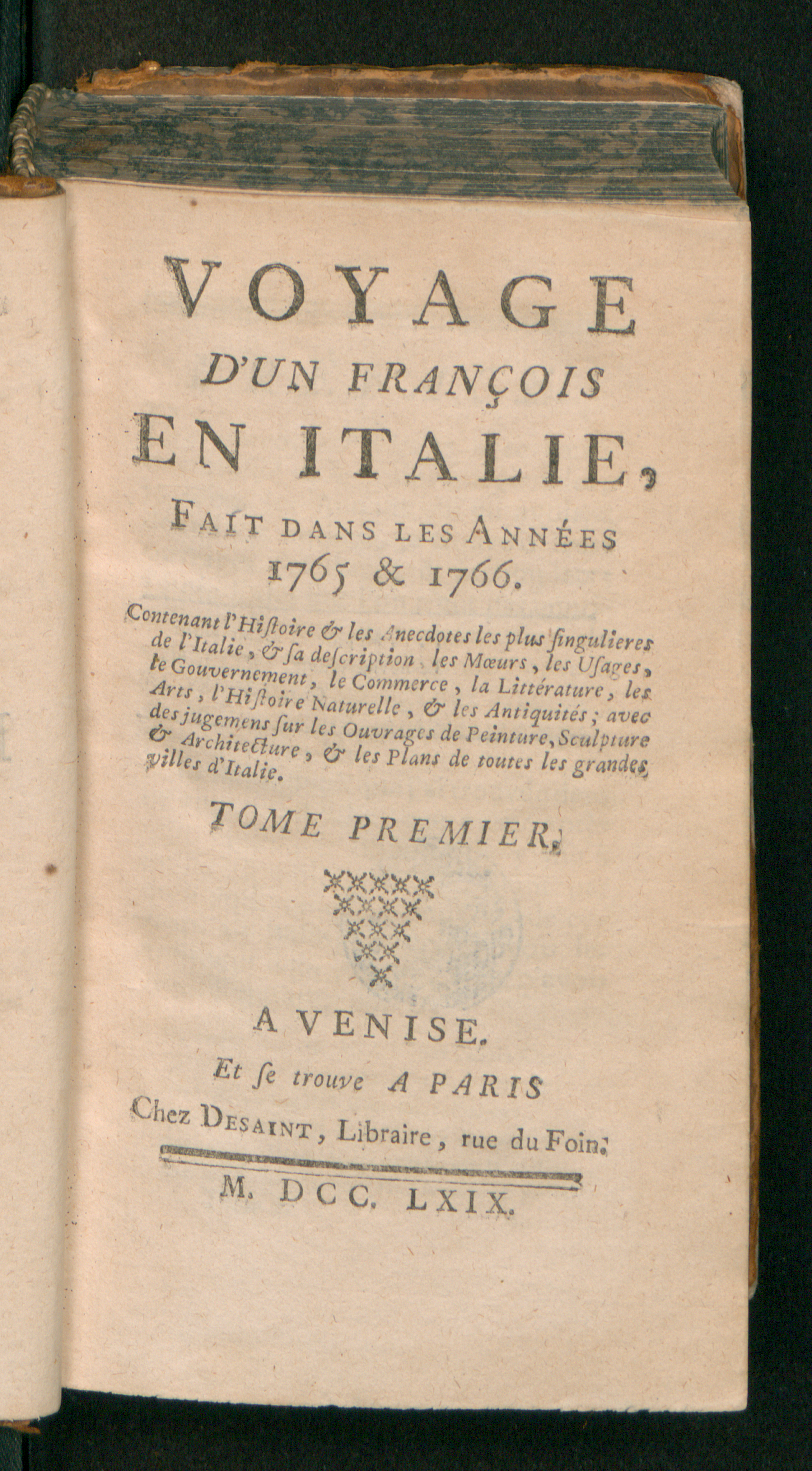
Voyage d'un françois en Italie, fait dans les années 1765 et 1766. Tome premier, 1769

- Traité d’astronomie (două volume, 1764, trei volume în 1771, la care s-a adăugat un al patrulea volum despre fluxul și refluxul mării în 1781; o a treia ediție în trei volume, în 1792).
- Astronomie des dames, sau pe Gallica (1785).
- Abrégé de navigation (1793).
- Histoire céleste française (1801).
- Bibliographie astronomique (1803).
- Des canaux de navigation, et spécialement du canal de Languedoc (1778)

A prezentat peste 150 de articole în fața Academiei de Științe.
I se datorează și o interesantă carte de călătorie în Italia:
- Voyage d’un Français en Italie en 1765 et 1766, Paris, Vve Desaint, 1769 și diverse ediții, 3 vol.

Precum și:
- Art de faire le papier ISBN: 978-8497619028 (în română: „Arta de a face hârtia”)

## Ideologii
- Lalande a luat partea celor pentru care astronomia nu este un domeniu masculin, în lucrarea sa Astronomie des dames[25]; aici el menționează numeroase femei dedicate astronomiei.
- În 1792, în toiul Terorii, Lalande, deși republican înfocat și foarte mediocru enoriaș, a ascuns la observatorul colegiului Mazarin mai mulți preoți refractari amenințați cu moartea: « Je vous ferai passer pour des élèves astronomes: car, vous et moi, nous nous occupons du Ciel[26] ».[27]

## Diverse
- Potrivit lui Chateaubriand[28], și apoi lui Roland Barthes, lui Lalande îi plăcea să mănânce păianjeni vii. [29]
- Pictorul Jean-Honoré Fragonard i-a făcut un portret.
- Sfârșitul lumii: În 1773, Lalande pregătise pentru Academia de Științe un memoriu, pe care un concurs de împrejurări l-a împiedicat să-l citească. Îndată, în public s-a zvonit că astronomul prezicea în lucrare distrugerea iminentă a planetei noastre. Emoția a fost de mare încât locotenentul de poliție a cerut să citească memoriul; nu a găsit nimic alarmant și, pentru a calma spiritele, a poruncit publicarea imediată a acestuia. Totuși, multe persoane au rămas convinse că se suprimase pasajul amenințător din memoriul publicat.

De altfel, într-un cântec al epocii se putea auzi:
„Oui, de vous, landerirette,

Monsieur De Lalande rira.

Quand elle vous tombera,

Sur la tête, la Comète!”